# Toro Rosso STR5
Toro Rosso STR5 byl vůz Formule 1 navržený a vyrobený týmem Scuderia Toro Rosso pro sezónu 2010 . Vůz byl pro tým významnou změnou, protože představoval první šasi, které tým navrhl a postavil vlastními silami ve Faenze v Itálii. Před rokem 2010 byl vůz identický s vozem mateřského týmu Red Bull Racing, který obcházel zákaz zákaznických šasi tím, že oba vozy navrhla třetí strana. Vůz, který řídila nezměněná sestava ze sezóny 2009 - Sébastien Buemi a Jaime Alguersuari, byl odhalen při prvním oficiálním testu 1. února 2010 na okruhu Ricardo Tormo ve Valencii.
Toro Rosso STR5 využívalo motory Ferrari 056 V8 z roku 2009 namísto motoru z roku 2010.

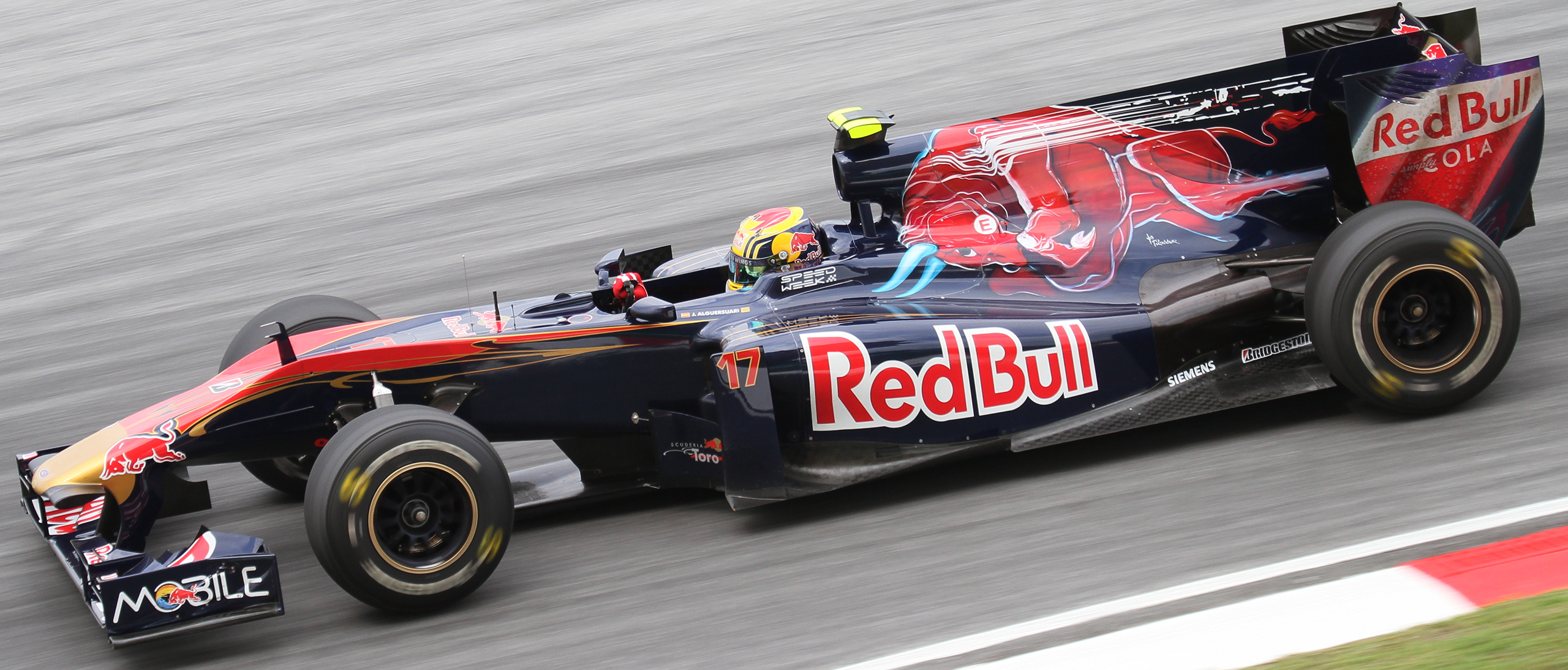
Jaime Alguersuari získal své první body při Grand Prix Malajsie. Stal se tak druhým nejmladším jezdcem, který získal body v šampionátu.

## Shrnutí sezóny
Vůz STR5 po celou sezónu 2010 zaznamenal malý počet odstoupení. Z celkem devatenácti závodů Buemi zaznamenal odstoupení v pěti z nich, když nedokončil závody v Austrálii, Číně, Španělsku, Německu a Jižní Koreji. Alguersuari si vedl o něco lépe, když odstoupil pouze ze dvou závodů. Alguersuari získal první body sezóny ve 3. závodě v Malajsii, když skončil na 9. místě. Buemi získal první body za 10. místo při Grand Prix Monaka. Další body získal při Grand Prix Kanady, Evropy a Japonska. Alguersuari přidal poslední body týmu v závěrečné Grand Prix sezóny v Abú Zabí.
Na konci sezóny skončil Buemi na 16. místě a Alguersuari na 19. místě v šampionátu jezdců, zatímco Toro Rosso skončilo deváté v šampionátu konstruktérů se ziskem třinácti bodů.

## Kompletní výsledky ve Formuli 1
| Legenda k tabulce | Legenda k tabulce                                                                       |
| Barva             | Výsledek                                                                                |
| ----------------- | --------------------------------------------------------------------------------------- |
| Zlatá             | Vítěz                                                                                   |
| Stříbrná          | 2. místo                                                                                |
| Bronzová          | 3. místo                                                                                |
| Zelená            | Bodované umístění                                                                       |
| Modrá             | Nebodované umístění                                                                     |
| Modrá             | Dokončil neklasifikován (NC)                                                            |
| Fialová           | Odstoupil (Ret)                                                                         |
| Červená           | Nekvalifikoval se (DNQ)                                                                 |
| Červená           | Nepředkvalifikoval se (DNPQ)                                                            |
| Černá             | Diskvalifikován (DSQ)                                                                   |
| Bílá              | Nestartoval (DNS)                                                                       |
| Bílá              | Závod zrušen (C)                                                                        |
| Světle modrá      | Pouze trénoval (PO)                                                                     |
| Světle modrá      | Páteční testovací jezdec (TD)                                                           |
| Bez barvy         | Netrénoval (DNP)                                                                        |
| Bez barvy         | Vyřazen (EX)                                                                            |
| Bez barvy         | Nepřijel (DNA)                                                                          |
| Bez barvy         | Odvolal účast (WD)                                                                      |
| Bez barvy         | Nezúčastnil se (prázdné)                                                                |
| Označení          | Význam                                                                                  |
| Tučnost           | Pole position                                                                           |
| Kurzíva           | Nejrychlejší kolo                                                                       |
| †                 | Jezdec nedojel do cíle, ale byl klasifikován, protože odjel více než 90 % délky závodu. |
| ‡                 | Byl udělován poloviční počet bodů, protože bylo odjeto méně než 75 % délky závodu.      |
| Horní index       | Umístění bodujících jezdců ve sprintu                                                   |

| Rok  | Tým                 | Motor          | Pneumatiky | Jezdci            | 1   | 2   | 3   | 4   | 5   | 6   | 7   | 8   | 9   | 10  | 11  | 12  | 13  | 14  | 15  | 16  | 17  | 18  | 19  | Body | Umístění |
| ---- | ------------------- | -------------- | ---------- | ----------------- | --- | --- | --- | --- | --- | --- | --- | --- | --- | --- | --- | --- | --- | --- | --- | --- | --- | --- | --- | ---- | -------- |
| 2010 | Scuderia Toro Rosso | Ferrari 056 V8 | B          |                   | BHR | AUS | MAL | CHN | ESP | MON | TUR | CAN | EUR | GBR | GER | HUN | BEL | ITA | SIN | JPN | KOR | BRA | ABU | 13   | 9. místo |
| 2010 | Scuderia Toro Rosso | Ferrari 056 V8 | B          | Sébastien Buemi   | 16† | Ret | 11  | Ret | Ret | 10  | 16  | 8   | 9   | 12  | Ret | 12  | 12  | 11  | 14  | 10  | Ret | 13  | 15  | 13   | 9. místo |
| 2010 | Scuderia Toro Rosso | Ferrari 056 V8 | B          | Jaime Alguersuari | 13  | 11  | 9   | 13  | 10  | 11  | 12  | 12  | 13  | Ret | 15  | Ret | 13  | 15  | 12  | 11  | 11  | 11  | 9   | 13   | 9. místo |